# Colorado
För andra betydelser, se Colorado (olika betydelser).
Colorado är en amerikansk delstat i USA som omfattar större delen av södra Klippiga bergen samt nordöstra delen av Coloradoplatån och den västra kanten av Great Plains. Colorado är en del av regionerna som kallas Mountain States, västra USA och sydvästra USA.
Colorado har smeknamnet "Centennial State" eftersom den antogs till unionen som den 38:e staten år 1876 vid hundraårsjubileumet för USA:s självständighetsförklaring. Colorado gränsar i norr av Wyoming och Nebraska, i öster av Nebraska och Kansas, i söder av Oklahoma och New Mexico samt i väster av Utah. De fyra delstaterna Colorado, New Mexico, Arizona och Utah möts vid en gemensam punkt som kallas Four Corners. Colorado är en av endast tre delstater i USA utan naturliga gränser. De övriga är grannstaterna Wyoming och Utah.
Colorado är känt för sitt levande landskap av berg, slätter, platåer och raviner. De 30 högsta bergstopparna i Klippiga bergen i Nordamerika ligger alla i delstaten. Colorado är hem för fyra nationalparker, sex nationella monument, två nationella rekreationsområden, två nationella historiska platser, tre nationella historiska vandringsleder, ett nationellt naturskönt vandringsspår, 11 nationella skogar, två nationella gräsmarker, 41 nationella vildmarksområden, två nationella naturvårdsområden, åtta nationella vildmarksreservat, 44 statliga parker, en statlig skog, 323 statliga djurlivsområden och många andra vackra-, historiska- rekreationsattraktioner.
United States Census Bureau uppskattar att delstatens befolkning var 5 024 748 den 1 juli 2009, en ökning med 16,82 % sedan USA:s folkräkning 2000. Denver är huvudstad och folkrikaste staden i Colorado. Invånarna i delstaten kallas omväxlande "Coloradans" och (enligt ett äldre uttryck) "Coloradoans".

## Historia
Stora delar av det område som utgör dagens Colorado blev en del av USA år 1803, i och med Louisianaköpet. Delarna längst västerut blev amerikanska först 1848 som en följd av freden i Guadalupe Hidalgo som avslutade Mexikansk-amerikanska kriget.
Guldruschen 1859 ledde till att många nybyggare flyttade till området runt Denver, även om folkmängden sjönk drastiskt efter en inledande gruvboom. Colorado blev ett amerikanskt territorium den 28 februari 1861, och Colorado blev en delstat den 1 augusti 1876. Kvinnlig rösträtt infördes i staten den 7 november 1893.
Delstaten namngavs efter det spanska ordet colorado som betyder '(röd)färgad'. Namnet har förmodligen koppling till delstatens röda sandsten, antingen direkt eller kopplat till den rödaktiga jorden i områden med sandsten. Ordet kom i bruk efter upptäckten av guld i Pike's Peak-området, på grund av traktens röda jord. Namnet Colorado valdes 1861 av USA:s kongress för det nya federala territoriet, Coloradoterritoriet. En alternativ förklaring till namngivningen är Coloradoflodens rödaktiga bruna färg.
Tre olika skepp har fått namnet USS Colorado efter delstaten.

## Geografi

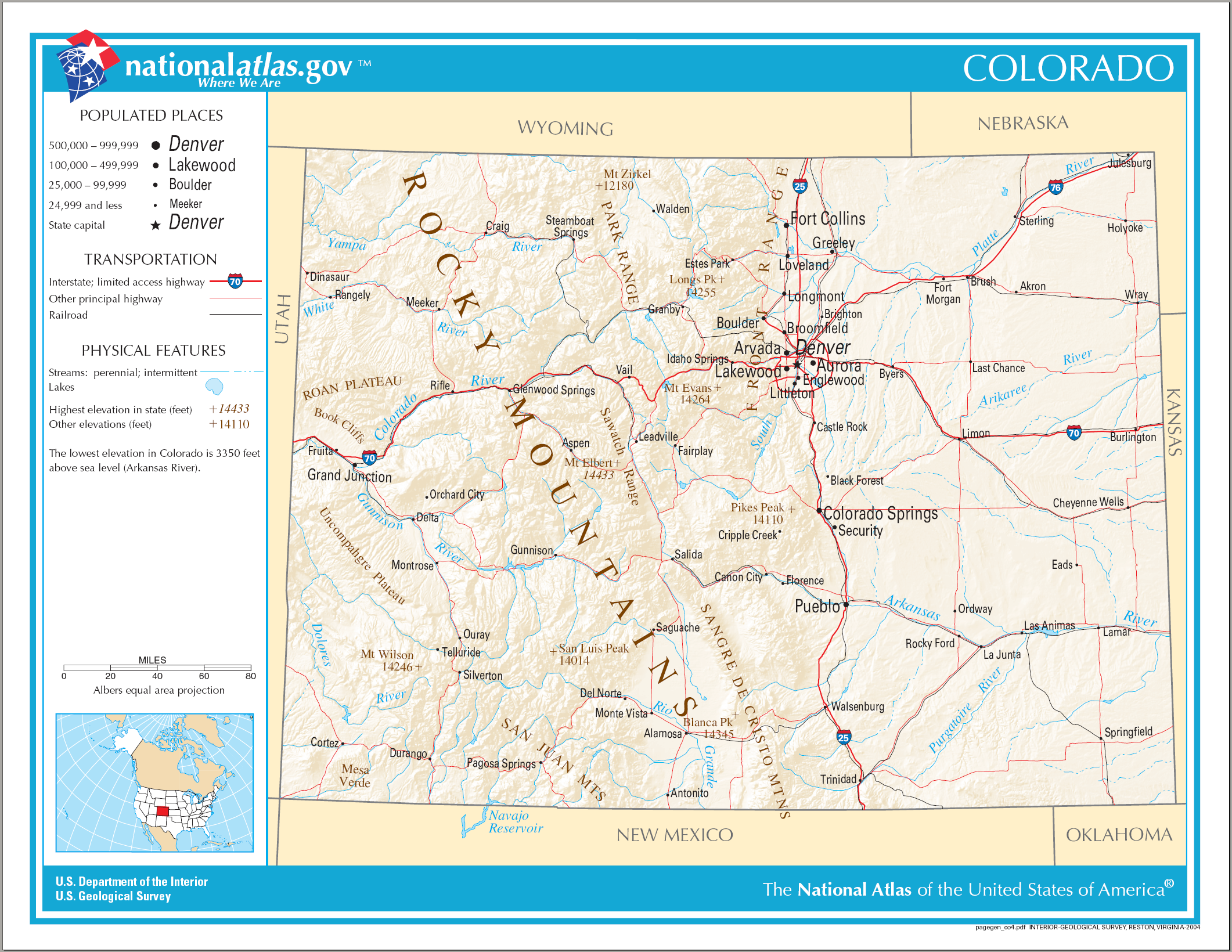
Karta över delstaten Colorado.

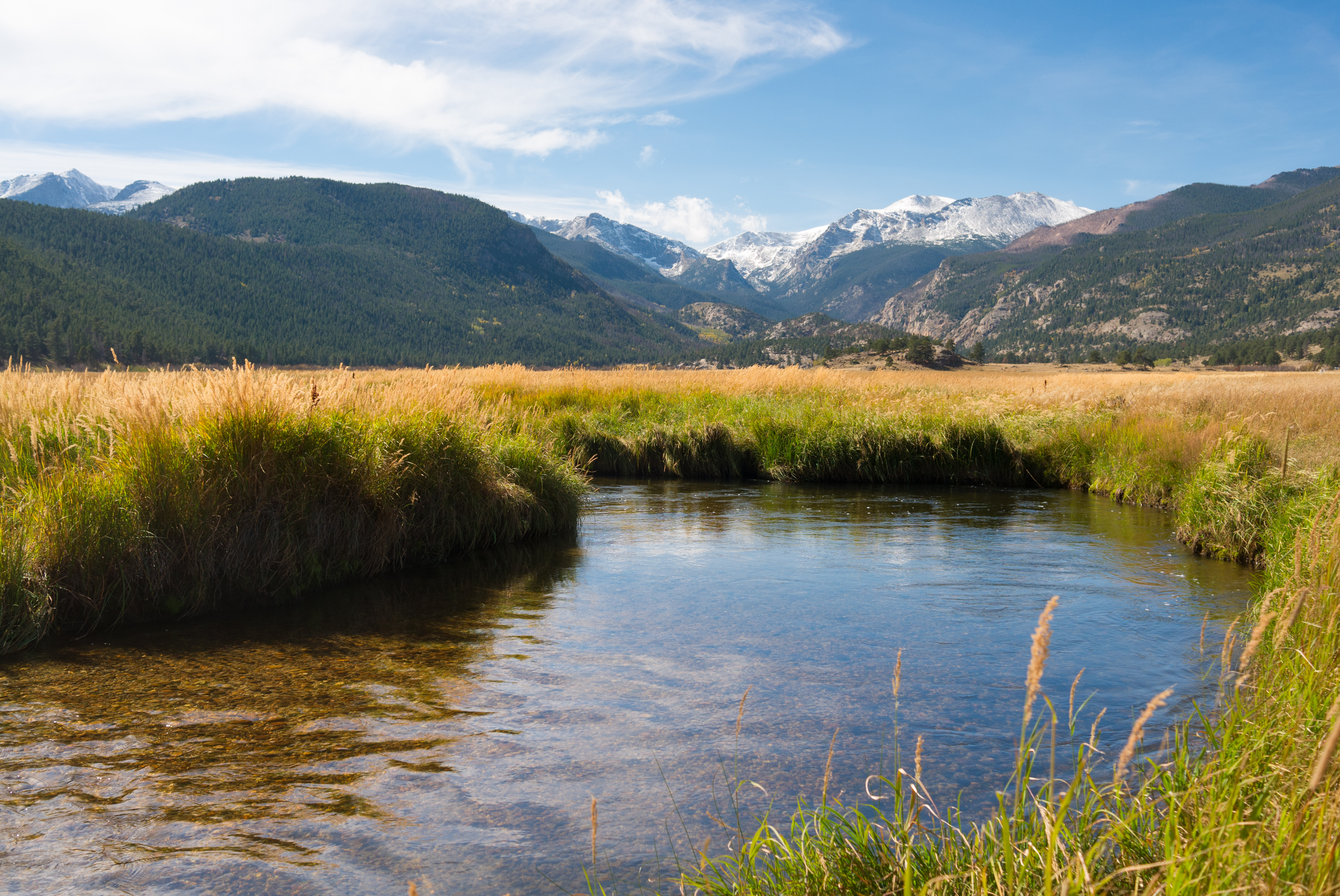
Rocky Mountain nationalpark var en av inspelningsplatserna för Kampen om Colorado.

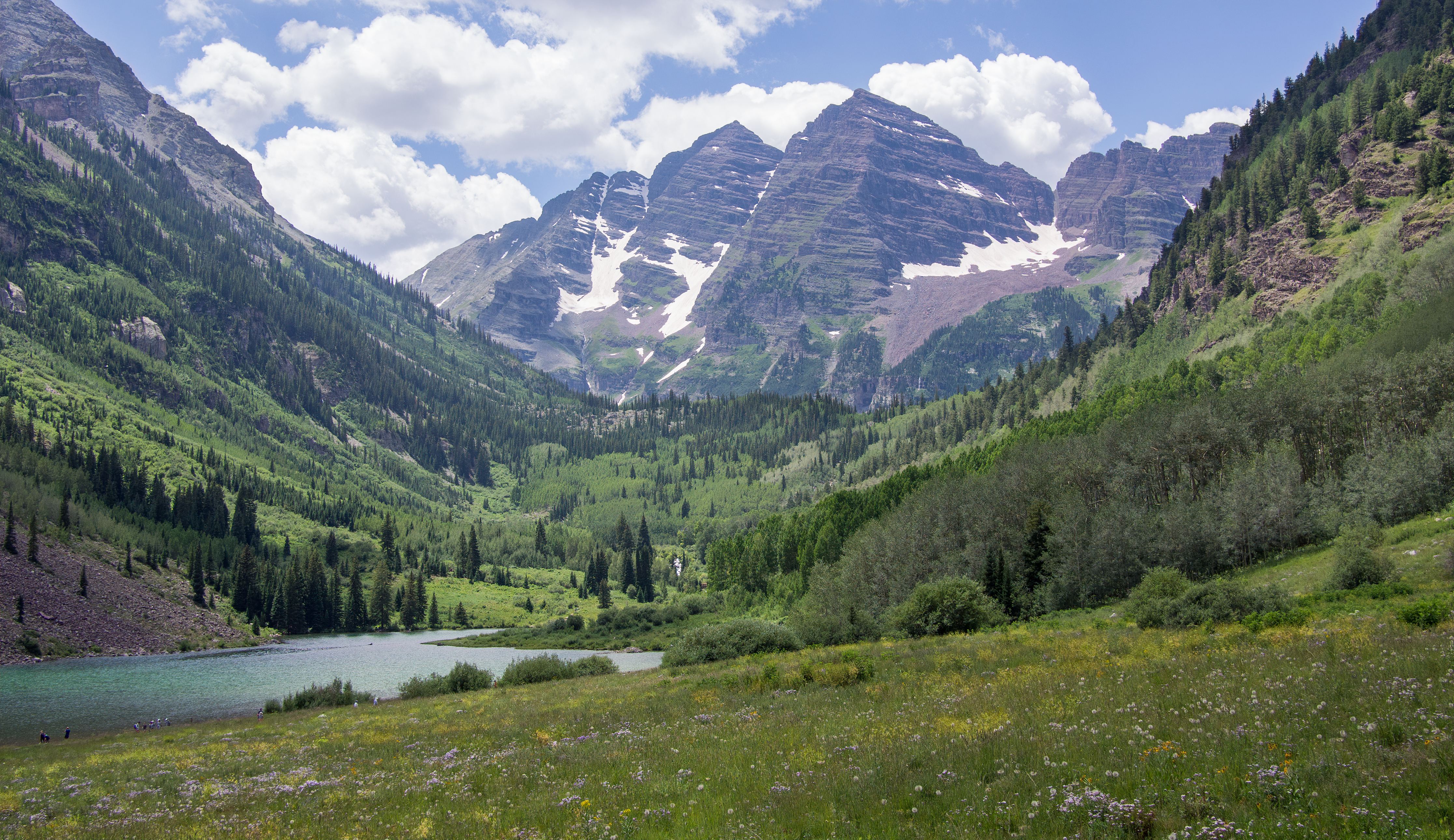
Maroon Bells, på gränsen mellan Gunnison County och Pitkin County.

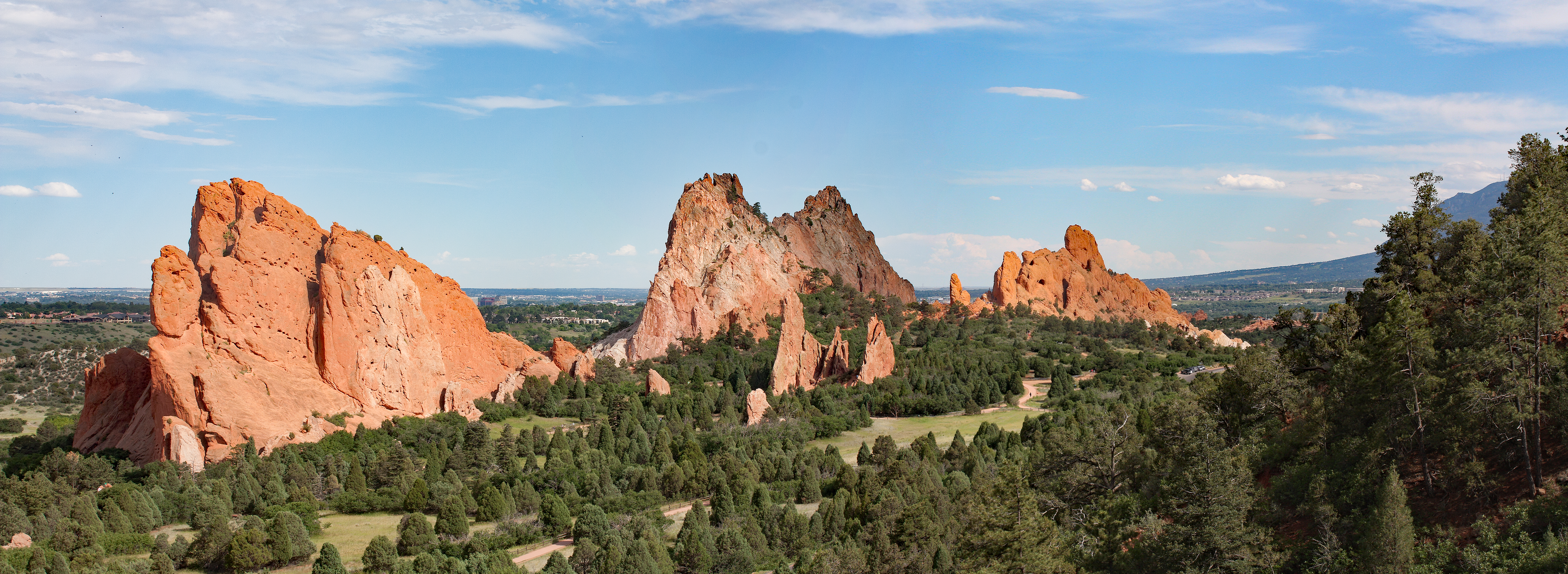
Garden of the Gods i Colorado Springs.

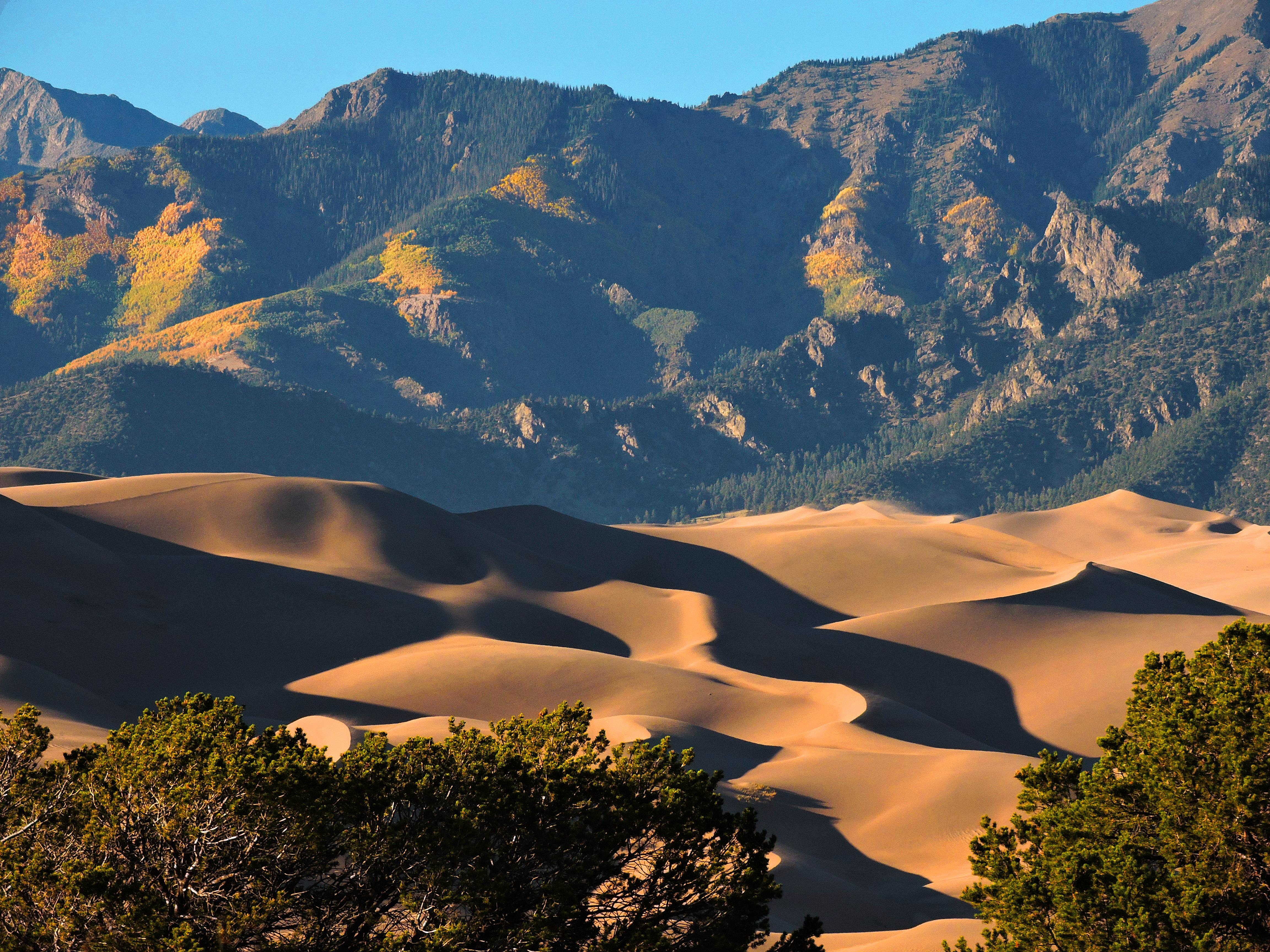
Great Sand Dunes nationalpark.

Colorado en av de tre stater, som har helt raka longitud- och latitudlinjer som gränser (de övriga är Wyoming och Utah). Delstaten sträcker sig från exakt 37°N till 41°N, och 102°V till 109°V. Monumentet Four Corners i sydvästra Colorado ligger på exakt 37°N och 109°V.
Öster om Front Range i Klippiga bergen ligger Colorados del av Great Plains, med höjder på mellan 1000 och 2000 meter över havet. Kansas och Nebraska gränsar till Colorado i öst. Slätterna är sparsamt befolkade; de flesta bor längs med floderna South Platte och Arkansas. Nederbörden är sparsam. Normalt sett faller bara 370 millimeter regn om året. Majoriteten av landet används till bete eller torrjordbruk. Vintervete är en vanlig gröda. De flesta orter i regionen har både ett vattentorn och en spannmålshiss.
De större städerna ligger precis öster om Front Range, I-25-korridoren. Majoriteten av befolkningen i Colorado bor i den här tätbebyggda urbaniserade sträckan. I Front Range finns bergstoppar som Longs Peak, Mount Evans, Pikes Peak och Spanish Peaks nära Walsenburg i syd. Området avvattnas mot öst, är skogtäckt och delvis urbaniserat. Väster om Front Range ligger vattendelaren Continental Divide, och väster om denna ligger Western Slope. Vatten väster om Continental Divide rinner ut i Stilla havet genom Coloradofloden.
Inom Klippiga bergen finns många stora parker och dammar. I norr, på östra sidan om Continental Divide, ligger North Park. North Park avvattnas av floden North Platte River, som flyter norrut in i Wyoming. Precis i söder men på västra sidan av Continental Divide ligger Middle Park, som avvattnas av Coloradofloden. South Park är South Platte-flodens ursprung. I söder ligger San Luis-dalen, ursprunget till Rio Grande, som rinner ut i New Mexico.
Klippiga bergen inom Colorado har 54 toppar som är över 14 000 fot (4270 meter), de är kända som "fourteeners". Bergen är skogklädda upp till trädgränsen vid 4000 meters höjd i södra Colorado, och till ungefär 3200 meters höjd i norra Colorado. Klippiga bergen är bara snötäckta under vintern, och mestadelan av all snö har smält i augusti, förutom ett par små glaciärer.
I Colorado ligger även de kända vintersportorterna Aspen, Vail, Crested Butte och Steamboat Springs.

## Demografi

### Befolkningsutveckling
| Folkräknings- år | Befolkning |
| ---------------- | ---------- |
| 1860             | 34 277     |
| 1870             | 39 864     |
| 1880             | 194 327    |
| 1890             | 413 249    |
| 1900             | 539 700    |
| 1910             | 799 024    |
| 1920             | 939 629    |
| 1930             | 1 035 791  |
| 1940             | 1 123 296  |
| 1950             | 1 325 089  |
| 1960             | 1 753 947  |
| 1970             | 2 207 259  |
| 1980             | 2 889 964  |
| 1990             | 3 294 394  |
| 2000             | 4 301 261  |

Statens huvudstad och största stad är Denver. I Denvers storstadsområde, Denver Aurora Metropolitan area, bor ungefär 2,9 miljoner människor; detta är mer än hälften av statens befolkning.

### Religion
- Kristendom – 75 %
  - Protestanter – 48 %
    - Baptister – 9 %
    - Metodister – 5 %
    - Lutheraner – 5 %
    - Anglikaner – 3 %
    - Presbytianer – 3 %

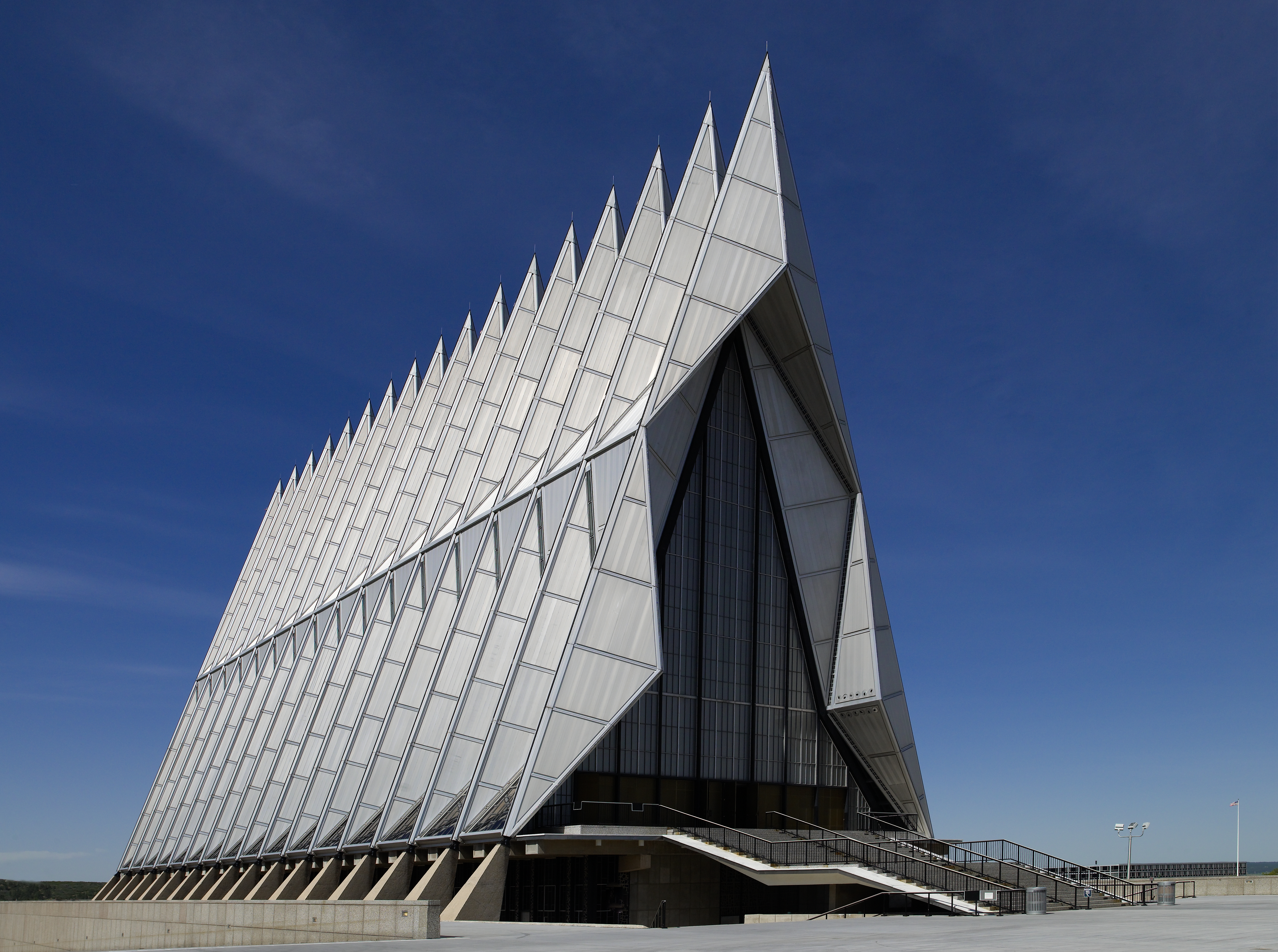
Det futuristiska kapellet inne på United States Air Force Academy.

    - Andra protestantiska kyrkor – 23 %

  - Katoliker – 24 %
  - Mormoner – 2 %
  - Övriga kristna – 1 %
- Judar – 2 %
- Andra religioner – 1 %
- Icke-religiösa – 22 %

Colorado, specifikt staden Colorado Springs, är ett högkvarter för många olika kristna grupper varav majoriteten är protestantiska. Focus on the Family är en välkänd konservativ kristen organisation i området. I och med invandring av latinamerikaner blir katolicismen allt vanligare, men precis som många andra västliga delstater har staten en stor andel icke-troende.

## Statsskick och politik

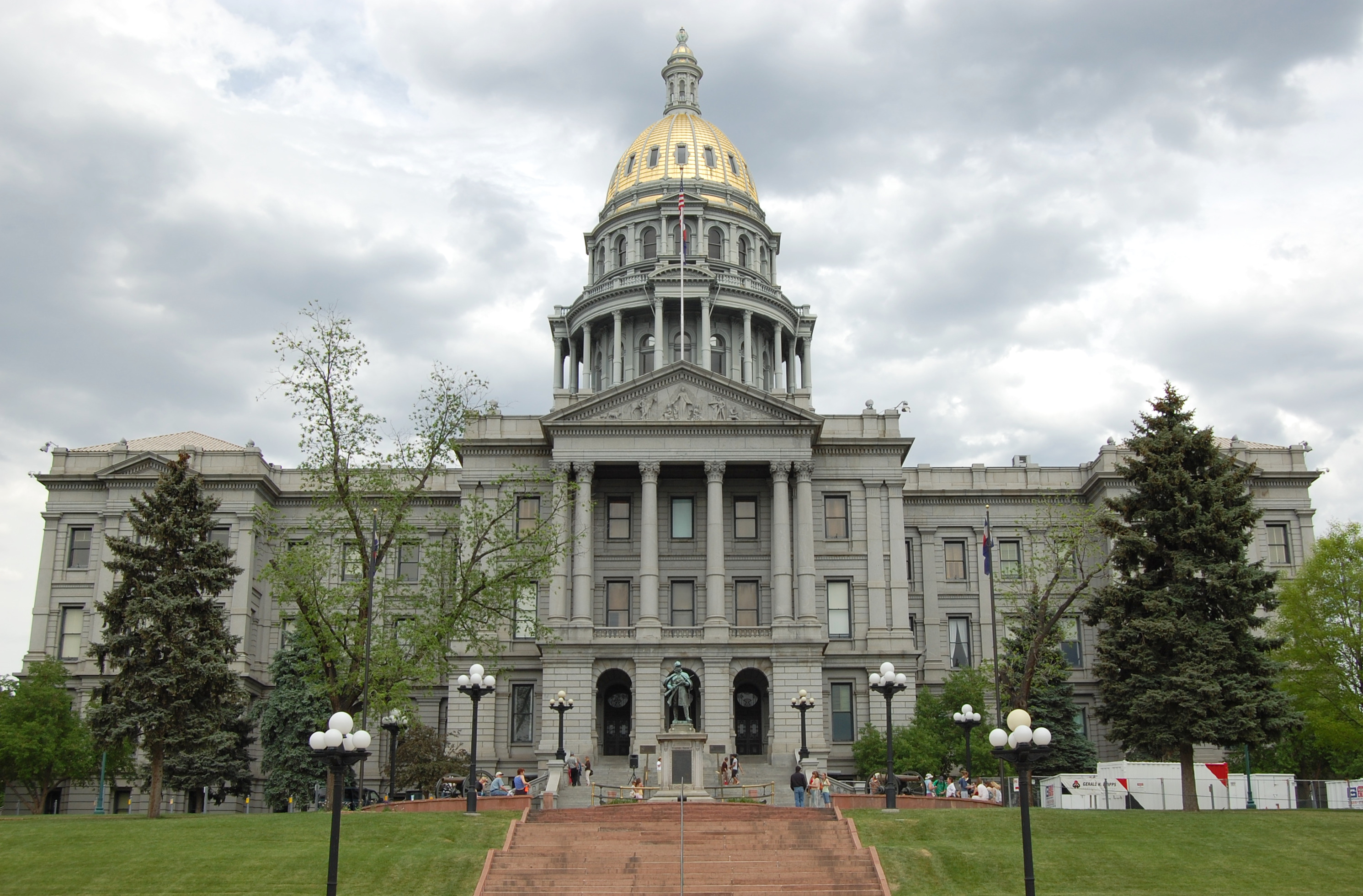
Colorado State Capitol i Denver är sätet för Colorados generalförsamling och uppfördes mellan 1886 och 1901.

Colorados konstitution är, likt USA:s konstitution, baserad på maktdelning mellan lagstiftande, verkställande och dömande makt. Det finns också utrymme för direkt demokrati genom folkomröstning, författningsinitiativ, lagstiftningsinitiativ och revokation av valda ämbeten.
Colorado har enbart haft en delstatskonstitution (engelska: Constitution of the State of Colorado) som antogs 1876, men den har ändrats många gånger sedan dess.

### Lagstiftande makt
Colorados generalförsamling består av en senat med 35 ledamöter och ett representanthus med 65 ledamöter. Senatorer väljs vart fjärde år i enmansvalkretsar. Vartannat år är det omval av ungefär hälften av senatens platser. Representanter väljs vartannat år i enmansvalkretsar.
Generalförsamling sammanträder i Colorado State Capitol i Denver som uppförde mellan 1886 och 1901.

### Verkställande makt

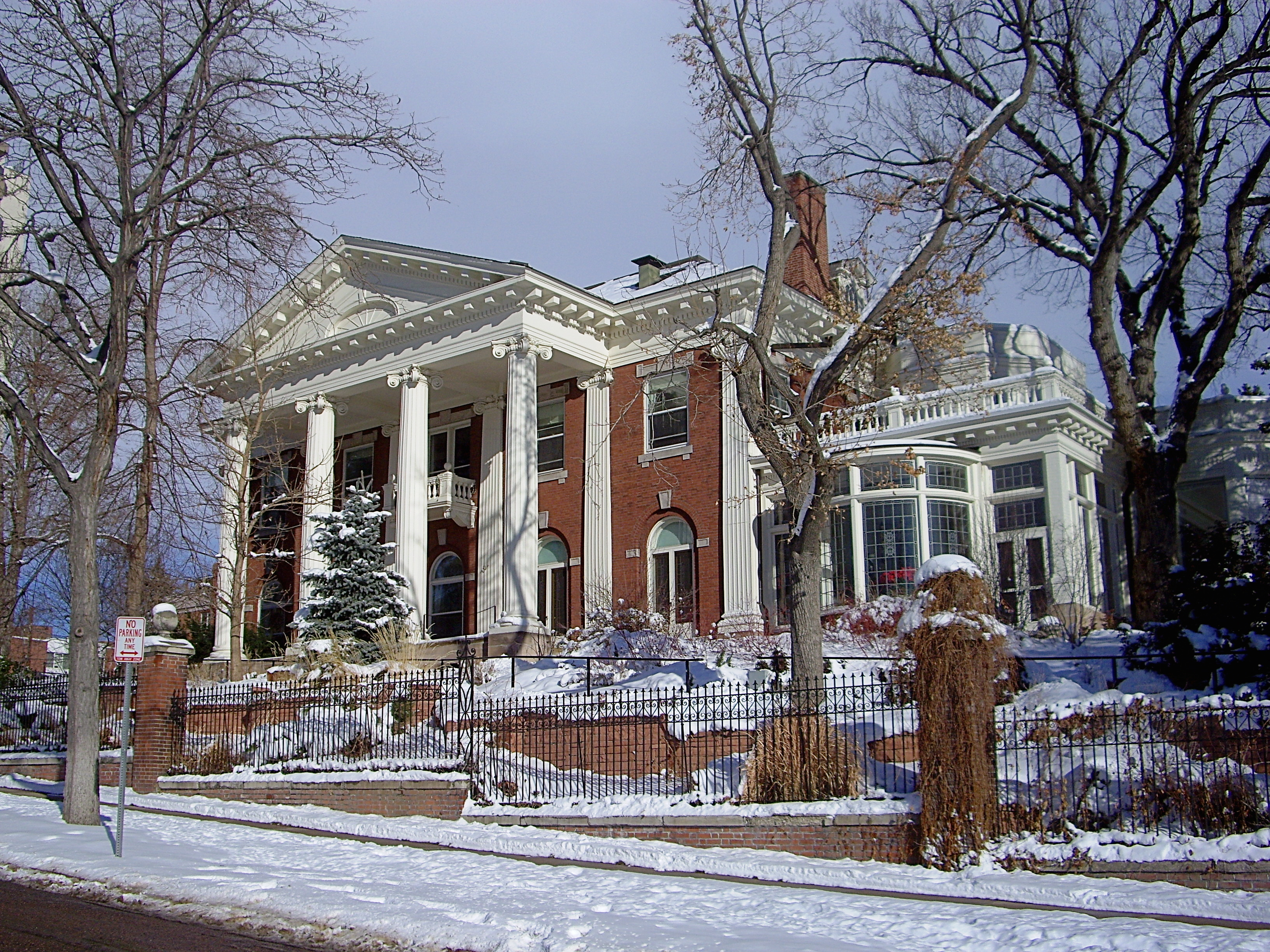
Guvernörsresidenset i Denver.

Colorados verkställande statsmakt utövas av fem genom direkta val på fyra år tillsatta ämbeten:
- Guvernör (som väljs på samma valsedel som viceguvernören)
- Viceguvernör (som väljs på samma valsedel som guvernören)
- Justitiekansler (som väljs på egen valsedel)
- Statssekreterare (som väljs på egen valsedel)
- Statsskattmästare (som väljs på egen valsedel)

### Dömande makt

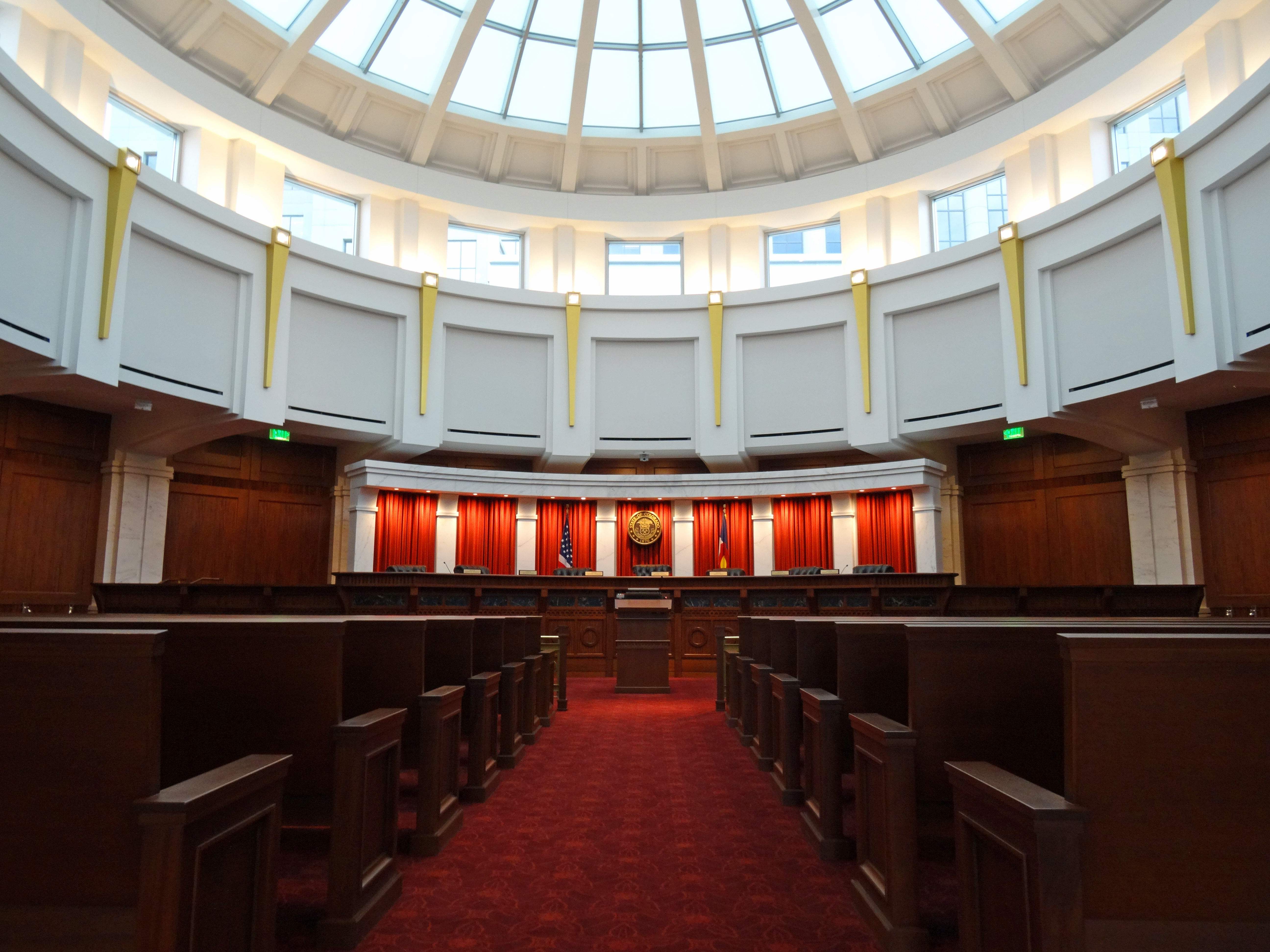
Rättsalen där Colorados högsta domstol sammanträder.

Den dömande makten i Colorado utövas av ett delstatligt domstolsväsende. Den högsta domstolen, Supreme Court, består av sju ledamöter; ordföranden väljs av ledamöterna bland dem själva. Högsta domstolens ledamöter utnämns av guvernören efter ett särskilt förfarande. När en domare i högsta domstolen skall tillsättas lämnar ett medborgarråd förslag på tre ledamöter, bland vilka guvernören måste välja en. Den första ämbetsperioden för en ny domare är på två år, följande perioder är på tio år. Efter varje period avgör väljarna i allmänna val om domaren skall behålla sitt ämbete. Röstar en majoritet av väljarna "nej" till att domaren bibehålls i sitt ämbete, måste han avgå och ett nytt tillsättningsförfarande börjar.

## Administrativa indelningar

### Countyn
Huvudartikel: Lista över countyn i Colorado.

Colorados 64 countyn.

Colorado har 64 countyn. Två countyn har gemensam kommunal- och länsförvaltning: City and County of Denver och City and County of Broomfield. Nio countyn har mer än 250 000 invånare, meden åtta har färre än 2 500 invånare.

### Kommuner

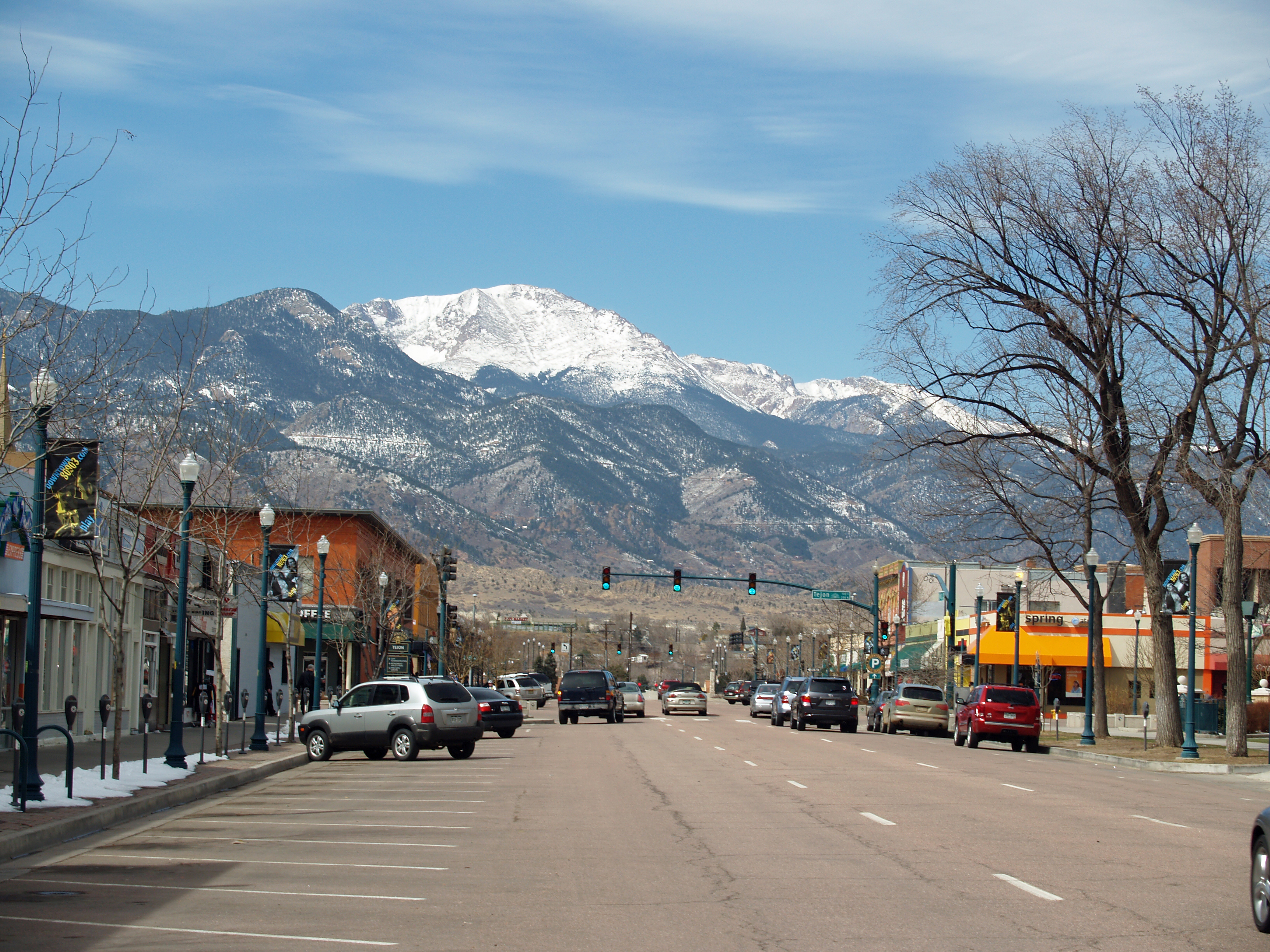
Pikes Peak tronar över Colorado Springs.

I Colorado finns 271 kommuner. Av dessa var 196 köpingar, 73 städer och två gemensamma stads- och countykommuner. En kommun kan ingå i flera countyn.

#### Städer

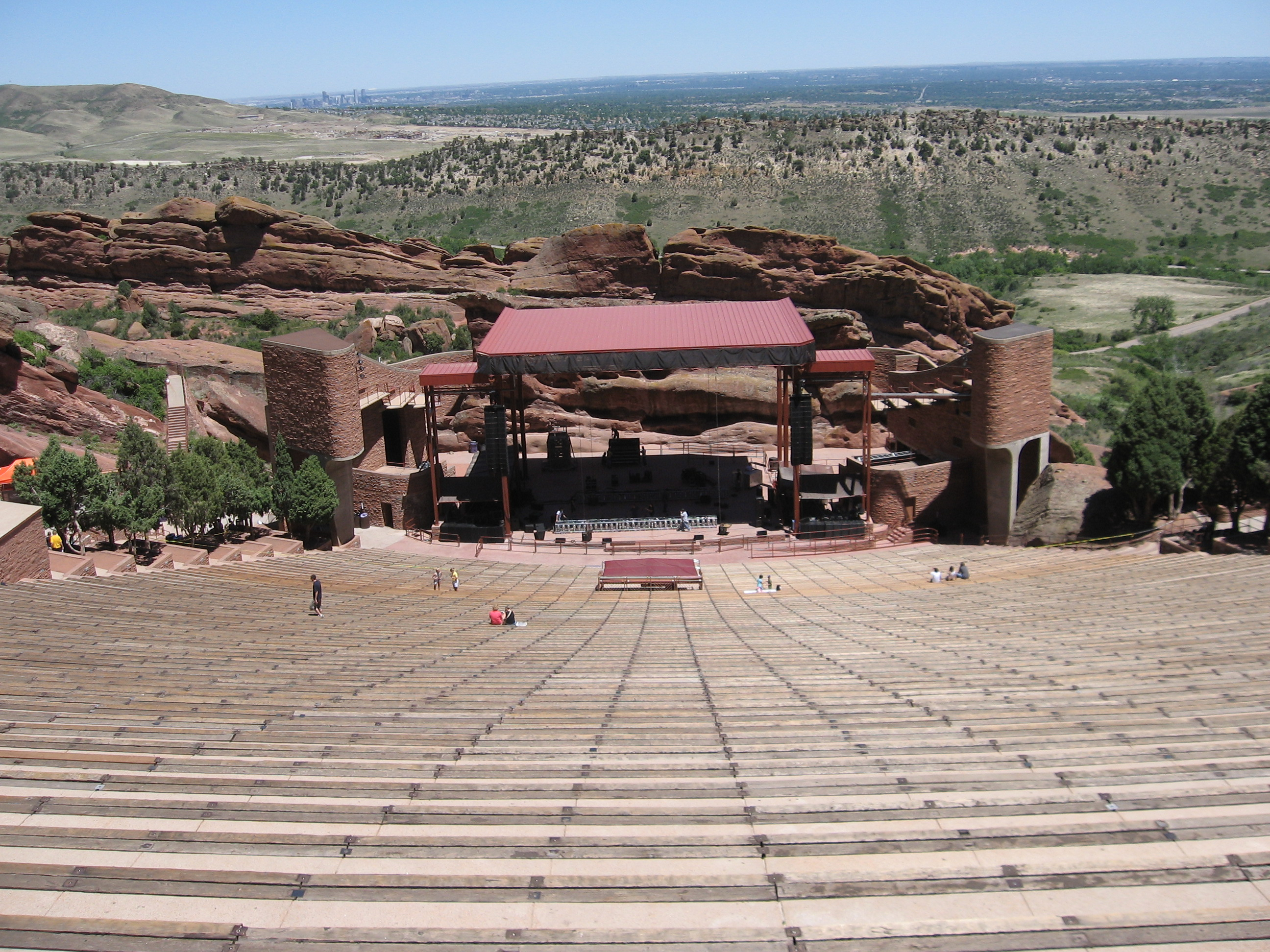
Red Rocks amfiteater, 16 kilometer väster om Denver.

De fem största städerna i Colorado (2013).
- Denver - 557 917 (storstadsområdet 2 408 750)
- Colorado Springs - 369 815
- Aurora - 297 235
- Lakewood - 140 671
- Fort Collins - 128 026

### Kommunfria tätorter
I Colorado finns 187 kommunfria tätorter, Census designated places. Den största av dessa är Highlands Ranch med 96 713 invånare (2010).

### Specialkommuner
I Colorado finns över 3 000 specialkommuner med beskattningsrätt. Till deras ansvarsområde kan höra skolundervisning, polisväsende, brandförsvar, vatten- och avlopp, bevattning, lokaltrafik, friluftsområden och kultur.

## Sport

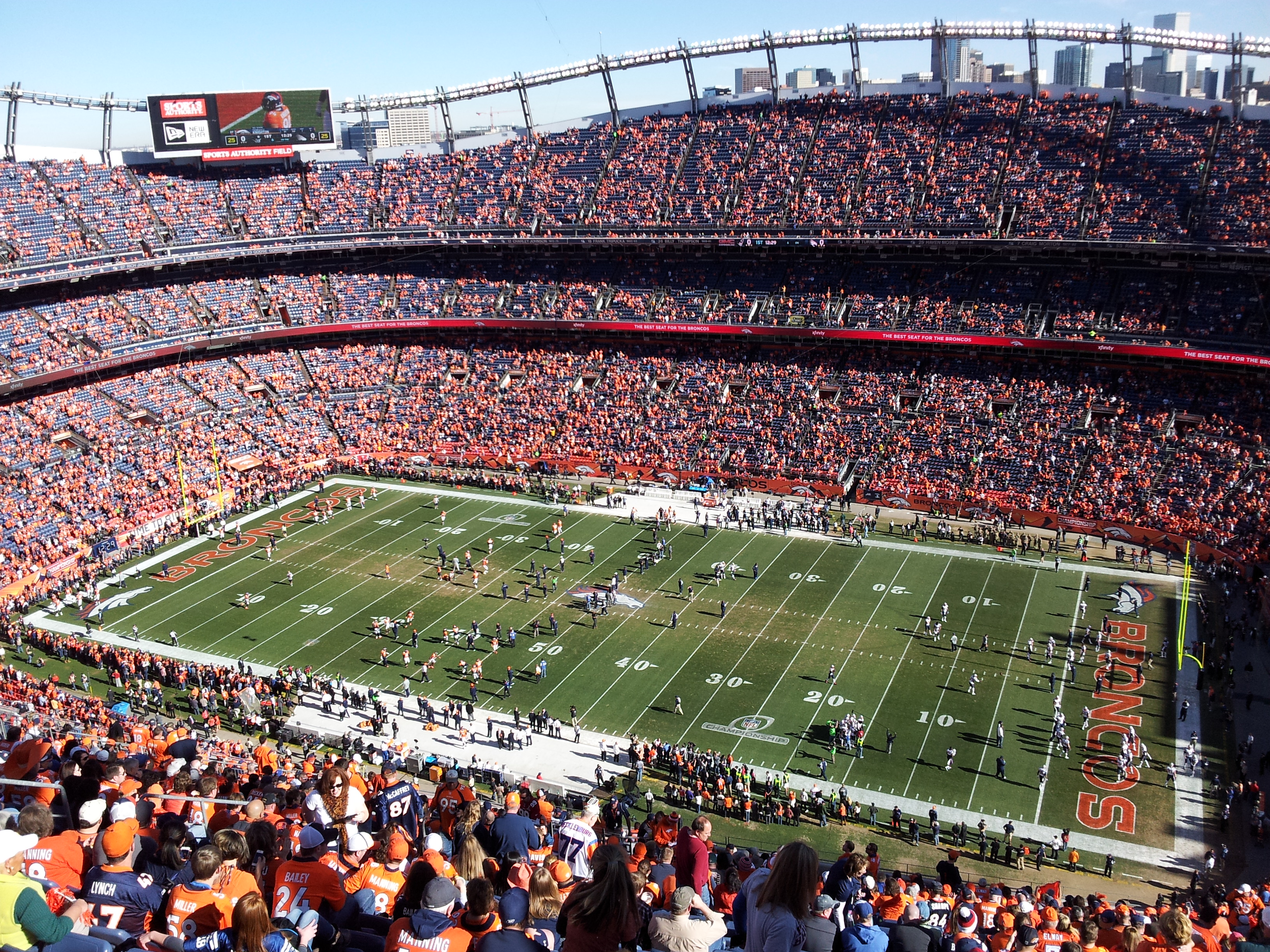
Empower Field at Mile High är hemmaplan för NFL-laget Denver Broncos i amerikansk fotboll.

- Colorado Avalanche
- Denver Broncos
- Denver Nuggets
- Colorado Rockies
- Colorado Rapids

## Kända personer födda i Colorado
- Tim Allen, skådespelare
- Vance D. Brand, astronaut
- Scott Carpenter, astronaut som reste i rymden 1962
- Lon Chaney (Sr), skådespelare
- Jack Dempsey, boxare
- Douglas Fairbanks (Sr), skådespelare
- Sean Foreman, artist
- John Kerry, demokraternas presidentkandidat 2004, senator i Massachusetts
- Sepp Kuss, cyklist
- Ross Lynch, skådespelare, artist
- Nathaniel Motte, artist
- Trey Parker, manusförfattare, skådespelare
- Mikaela Shiffrin, skidåkare
- Paul Whiteman, orkesterledare